# War of the Lance
War of the Lance is een computerspel dat werd ontwikkeld en uitgegeven door Strategic Simulations. Het strategiespel kwam in 1989 uit voor de Apple II. Het spel kan met twee spelers of met een speler tegen de computerspeler Highlord Dragonarmies gespeeld worden. Het speelveld wordt van bovenaf getoond.

## Platforms
| Jaar | Platforms         |
| ---- | ----------------- |
| 1989 | Apple II          |
| 1990 | Commodore 64, DOS |

## Ontvangst
| Beoordeeld door        | Jaar | Platform     | Score |
| ---------------------- | ---- | ------------ | ----- |
| The Games Machine (UK) | 1990 | Commodore 64 | 84%   |
| Zzap!                  | 1990 | Commodore 64 | 80%   |
| Dragon                 | 1990 | Commodore 64 | 80%   |
| Micro News             | 1990 | Commodore 64 | 75%   |